# Сербай
Сербай (Сярба, Сёрба, бел. Сярбай) — персонаж мифологии белорусов, антропоморфное существо, олицетворяющее голод и бедность.
Распространён преимущественно на северо-западе Белоруссии (Островецкий, Вороновский, Мядельский, Браславский, Ошмянский районы). Согласно словарю «Мифология белорусов», имя может быть образовано от глагола «сёрбать», то есть хлебать (пустую похлёбку вместо хлеба), а также местного названия цыган «сербияне». По другой версии, это имя может представлять собой белорусизованную форму литовских слов siaūbas (с лит. — «ужас»), siaubė (с лит. — «разрушитель»). Литовский этнограф Норбертас Велюс, приводя записанный фольклористами в Игналинском районе Литвы о мифическом существе по имени Сярбоюс, указывает, что в белорусском фольклоре этот персонаж отмечен только на границах с Литвой.